# Acanthops centralis
Acanthops central é uma espécie de louva-a-deus da subfamília Acanthopinae pertencente à família Acanthopidae e é um dos muitos mantis dos diversos géneros que se assemelha a uma folha seca.